# Oscilador Pierce
El oscilador Pierce es un oscilador en el cual el circuito resonante LC es reemplazado por un cristal de cuarzo, X en la figura.
El modelo de un cristal de cuarzo puede describirse por un circuito equivalente, compuesto de la conexión en paralelo entre:
- una inductancia L, a su vez en serie con una resistencia R y un condensador C1, y
- un condensador C2

El cristal de cuarzo tiene un factor Q (factor de mérito o factor de calidad) sumamente elevado. Con él se pueden obtener frecuencias estables del orden de las partes por millón.Sus principales ventajas radican en su capacidad de trabajo en altas frecuencias y en mantener estable su frecuencia de trabajo.